# District de Bhakkar
Le district de Bhakkar (en ourdou : ضِلع بهكّر) est une subdivision administrative de la province du Pendjab au Pakistan. Constitué autour de sa capitale Bhakkar, le district est entouré par le district de Mianwali au nord, les districts de Khushab et Jhang à l'est, le district de Layyah au sud et enfin la province de Khyber Pakhtunkhwa à l'ouest avec le district de Dera Ismail Khan.
Autrefois un simple tehsil, le district de Bhakkar a été créé en 1985. Peuplé de près de deux millions d'habitants en 2017, le district est situé dans le centre de la province. Il est peu développé et principalement rural et agricole. Sa population est pauvre et son niveau d'éducation est nettement inférieur à la moyenne nationale. Il est par ailleurs le témoin de violences ponctuelles entre sunnites et la minorité chiite.

## Histoire

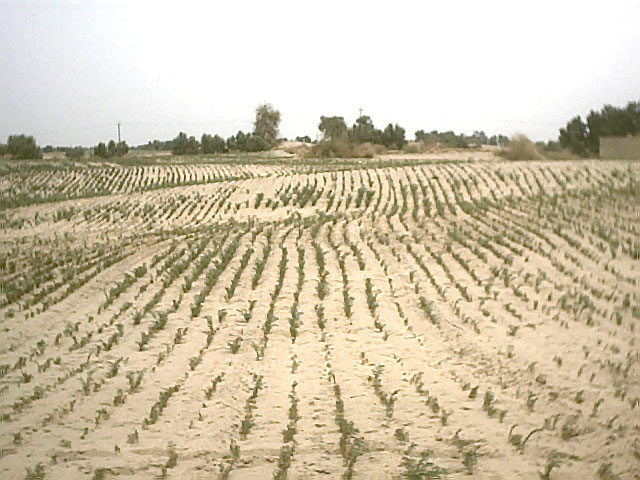
Cultures dans le tehsil de Mankera.

La région de Bhakkar a été sous la domination de diverses puissances au cours de l'histoire. Durant la civilisation de la vallée de l'Indus, c'est une région agricole et forestière. Elle a ensuite été successivement sous l'influence de l'Empire Maurya, du Sultanat de Delhi, de l'Empire moghol et de l'Empire sikh.
En 1848, la région correspondant à l'actuel district tombe sous la domination du Raj britannique. Bhakkar devient ensuite un simple tehsil du district de Mianwali. Lors de l'indépendance vis-à-vis de l'Inde, la population majoritairement musulmane soutient la création du Pakistan. De nombreuses minorités hindoues et sikhes quittent alors la région pour rejoindre l'Inde, tandis que des migrants musulmans venus d'Inde s'y installent. En 1982, le tehsil de Bhakkar se voit élevé au rang de district.

## Démographie et éducation
Lors du recensement de 1998, la population du district a été évaluée à 1 051 456 personnes, dont environ 16 % d'urbains, contre 33 % au niveau national. Le taux d'alphabétisation était de 35 % environ dont 50 pour les hommes et 18 pour les femmes, pour une moyenne nationale de 44 %. Il y a 241 écoles primaires dans le district, dont 204 écoles coraniques et 36 écoles publiques, dont neuf pour les filles.
En 2011, la population totale est estimée à 1 391 729 habitants, soit une hausse de près de 32 % en treize années. 
Le recensement suivant mené en 2017 pointe une population de 1 650 518 habitants, soit une croissance annuelle de 2,40 %, égale à la moyenne nationale mais supérieure à la moyenne provinciale de 2,13 %. Le taux d'urbanisation reste lui inchangé, à 16 % tandis que l'alphabétisation grimpe à 52 %, dont 38 % pour les femmes et 65 % pour les hommes.
Pour 80 % des habitants en 2017, la langue la plus parlée du district est le saraiki, fortement implanté dans le sud de la province. Plus spécifiquement le dialecte thalochi est typique du district de Bhakkar. Près de 10 % des habitants parlent pendjabi, 7 % ourdou et 2 % pachto.
Le district est presque exclusivement musulman en 2017, pour 99,9 % des habitants. On compte près de 1 700 chrétiens et quelques rares hindous et ahmadis

## Administration

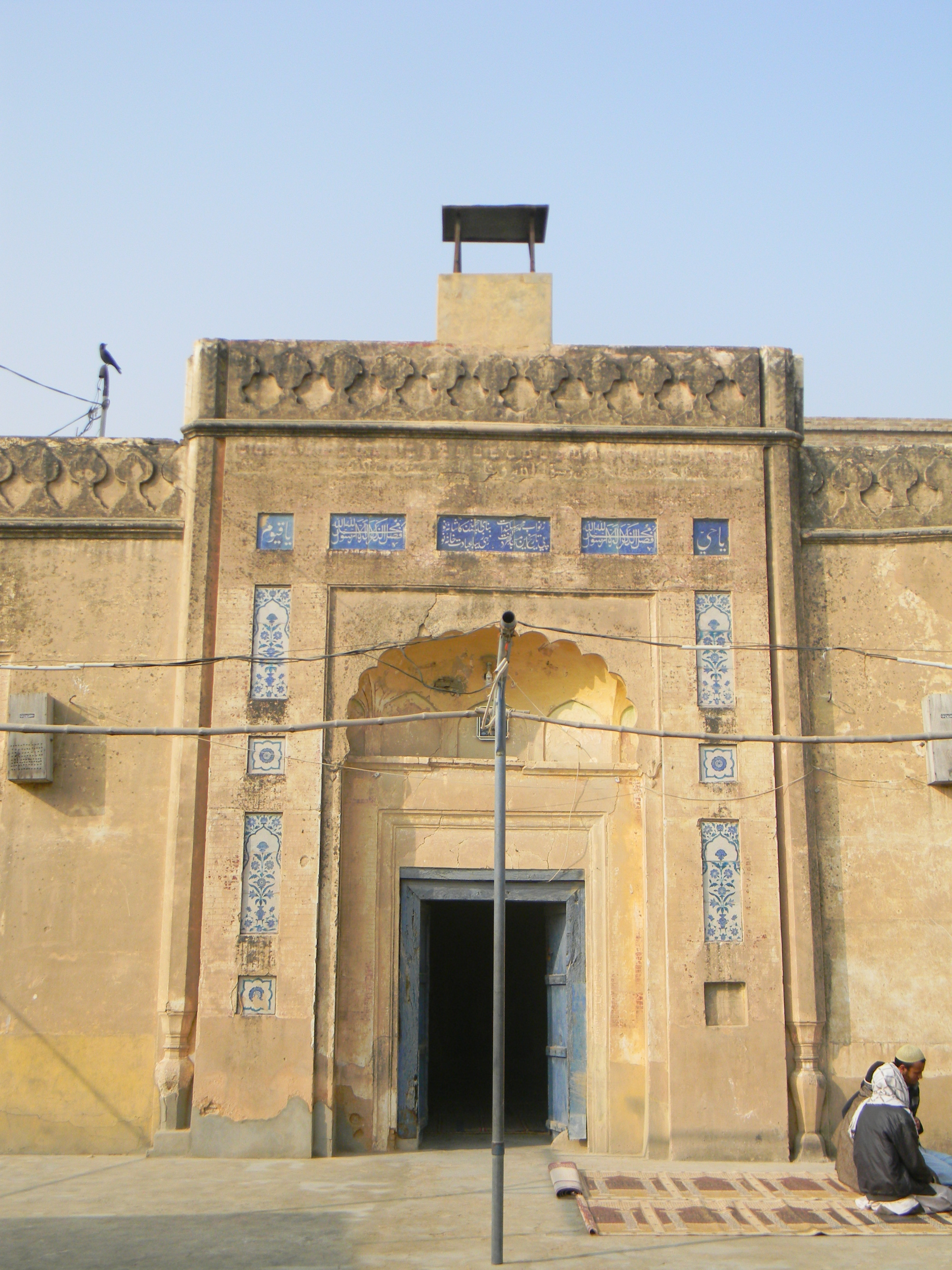
Une mosquée dans le tehsil de Mankera.

Le district est divisé en quatre tehsils (Bhakkar, Darya Khan, Kaloorkot et Mankera) et 42 Union Councils.
| Tehsil     | Population (rec. 2017) |
| ---------- | ---------------------- |
| Bhakkar    | 685 059                |
| Darya Khan | 360 807                |
| Kaloorkot  | 347 552                |
| Mankera    | 257 100                |

Six villes dépassent les 19 000 habitants. La plus importante est la capitale Bhakkar, qui regroupait à elle seule près de 7 % de la population totale du district en 2017 et 43 % de la population urbaine. Les six principales villes regroupent quant-à elles 95 % de la population urbaine, selon le recensement de 2017.
| Ville      | Population (rec. 2017) |
| ---------- | ---------------------- |
| Bhakkar    | 113 018                |
| Darya Khan | 60 708                 |
| Kallur Kot | 29 578                 |
| Jandanwala | 22 968                 |
| Dullewala  | 19 658                 |

## Sécurité

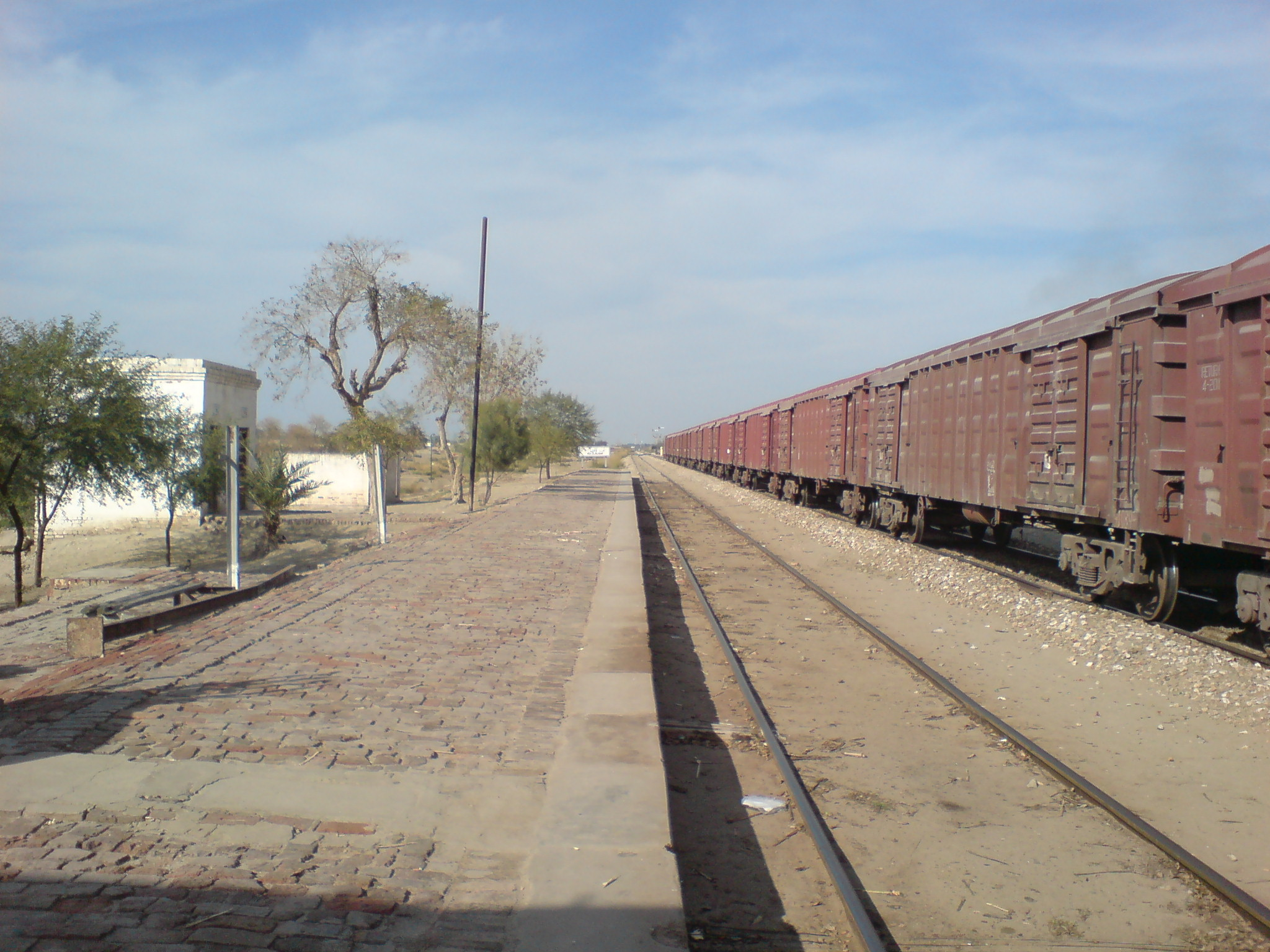
Gare de Kotla Jam.

Le 8 janvier 2004, un accident de bus fait 62 morts quand le véhicule, qui devait relier la ville de Bhakkar, plonge dans un canal. L’essieu du bus a cédé alors que celui-ci était surchargé. En réaction, des habitants manifestent contre la compagnie locale de transport et bloquent certaines routes.
Le district étant frontalier de la province de Khyber Pakhtunkhwa dans laquelle se déroule une insurrection islamiste, le district a plusieurs fois été victime d'attaques meurtrières. De même, les tensions religieuses entre la majorité sunnite et la minorité chiite sont importantes. Le 25 avril 2002, une bombe explose et tue douze femmes et enfants de la minorité chiite lors d'une cérémonie religieuse. Le 6 octobre 2008, un kamikaze se fait exploser devant la maison d'un député fédéral du district et où une foule était réunie, tuant 26 personnes et en blessant 70 autres. L'homme visé, Rashid Akbar Khan est légèrement blessé alors qu'il est lui-même membre de la communauté chiite.
Le 23 août 2013, des membres du groupe sunnite radical Jamaat Ahle Sunnat tuent onze membres de la communauté chiite dans une fusillade.

## Politique
De 2002 à 2018, le district est représenté par les quatre circonscriptions no 47 à 50 à l'Assemblée provinciale du Pendjab. Lors des élections législatives de 2008, elles sont respectivement remportées par deux candidats de la Ligue musulmane du Pakistan (N) et deux indépendants, et durant les élections législatives de 2013 elles ont toutes été remportées par des candidats indépendants.
À l'Assemblée nationale, il est représenté par les deux circonscriptions no 73 et 74. Lors des élections de 2008, elles ont été remportées par deux candidats indépendants, et durant les élections de 2013 elles sont remportées respectivement par un candidat de la Ligue musulmane du Pakistan (N) et un indépendant.
Depuis le redécoupage électoral de 2018, Bhakkar est représenté par les deux circonscriptions no 97 et 98 à l'Assemblée nationale et par les quatre circonscriptions no 89 à 92 à l'Assemblée provinciale. Lors des élections de 2018, elles sont remportées par trois candidats du Mouvement du Pakistan pour la justice et trois indépendants.
| Parti                                       | Voix (national) | %       | Élus nationaux | Élus provinciaux |
| ------------------------------------------- | --------------- | ------- | -------------- | ---------------- |
| Mouvement du Pakistan pour la justice       | 184 139         | 32,39 % | 1              | 2                |
| Ligue musulmane du Pakistan (N)             | 91 821          | 16,15 % | 0              | 0                |
| Parti du peuple pakistanais                 | 12 204          | 2,15 %  | 0              | 0                |
| Tehreek-e-Labbaik Pakistan                  | 6 646           | 1,17 %  | 0              | 0                |
| Autres partis                               | 805             | 0,14 %  | 0              | 0                |
| Indépendants                                | 272 899         | 48,00 % | 1              | 2                |
| Total exprimés                              | 568 514         | 100 %   | 2              | 4                |
| Source : Commission électorale du Pakistan, |                 |         |                |                  |